# Adžine Livade
Adžine Livade (cyr. Аџине Ливаде) – wieś w Serbii, w okręgu szumadijskim, w mieście Kragujevac. W 2011 roku liczyła 51 mieszkańców.